# 孙波如
- 關於青藏高原的一个羌族政权，請見「苏毗」。
- 關於其他含义，請見「孙波」。

孙波如（藏語：སུམ་རུ，威利转写：sum pa'i ru），又译作苏毗如，是吐蕃的一个如（一种一级行政区），辖区包括今天西藏自治区那曲市和昌都市大部、拉萨市小部，青海省玉树藏族自治州、海西蒙古族藏族自治州南部。
孙波如以仓甲雪达巴园（རྒྱ་ཤོད་སྟག་པ་ཚལ，今边坝县加纳乡丹达村）为中心，东至聂域彭那（གཉེ་ཡུལ་བུམ་ནག，今卡若区昂曲下游），西至耶夏当波切（ཡེལ་ཞབས་སྡིངས་པོ་ཆེ，今双湖县其香错），南至麦地曲那（སྨྲི་ཏི་ཆུ་ནག，今嘉黎县麦地卡湿地），北至那雪素昌（ནགས་ཤོད་གཟི་འཕྲང，今格尔木市雁石坪镇（属安多县））。北临南如，南临伍如、约如。
孙波如共计下辖15个东岱。

## 历史
七世纪初，松赞干布建立吐蕃王朝。在王朝初期，松赞干布通过会盟与分封的方式，设立了十八个采邑（དབང་རིས་）。随后在吐蕃的发展中，出于加强中央集权的需要，将原有的采邑重新编成几个如。
孙波如的前身是孙域（སུམ་ཡུལ）小邦（རྒྱལ་པྲན），即汉文史书中的苏毗，又称孙波（སུམ་པ）。孙域之小邦王为末氏，其家臣为朗氏和甘木氏。其中，甘木氏的领地在汉文史书中记为敢国，在今当雄县羊八井镇以北。
692年冬，吐蕃进攻孙波，擒获孙波王曷苏（ཤོག་ཚིགས）。702年冬，吐蕃召开议事会（འདུན་མ），制订治理孙波如之法律（བཀའ་གྲིམས），标志着孙波如的正式建立。
吐蕃扩张期间，孙波如下属东岱频繁参与战争，大多数东岱部署于萨毗（ཚལ་བྱི，今若羌县一带）冲木（ཁྲོམ，吐蕃的一种一级行政区）。此外，孙波如亦为吐蕃战马的重要来源。
842年，吐蕃赞普朗达玛被僧人拉隆贝吉多杰射杀，其子云丹、俄松分别占据伍如、约如，彼此攻伐，吐蕃陷入了持续12年的伍约之战（དབུ་གཡོར་འབྲུག་པ）中。869年，韦·廓谢来丁（དབའས་ཁོ་བཞེར་ལེགས་སྟེང་）于孙波如东部举行起义，拉开吐蕃奴隶大起义的序幕，宣告吐蕃在孙波如统治的终结。

## 东岱列表
根据传世文献和出土文献的记载，孙波如下辖东岱在7个至10个不等。共计15个东岱如下：
- 孜托（རྩེ་མཐོན）东岱[2]
- 勃托（པོ་མཐོན）东岱[2]
- 上桂仓（རྒོད་ཚང་སྟོད）东岱[2]
- 下桂仓（རྒོད་ཚང་སྨད）东岱[2]
- 上炯（འཇོང་སྟོད）东岱[2]
- 下炯（འཇོང་སྨད）东岱[2]
- 上支（དྲེ་སྟོད）东岱[2]
- 下支（དྲེ་སྨད）东岱[2]
- 卡若（ཁ་རོ）东岱[2]
- 卡桑（ཁ་ཟངས་）东岱[2]
- 纳雪小东岱（ནགས་ཤོད་སྟོང་བུ་ཆུང）[2]（今比如县比如镇[13]）
- 桂丁东岱[5]
- 康琼东岱[5]
- 坤那东岱[5]
- 多惹东岱[5]

其中，上桂仓、下桂仓、上炯、下炯、下支、卡若、卡桑东岱和纳雪小东岱进驻萨毗（ཚལ་བྱི）冲木（ཁྲོམ）。